# 汉字简化
汉字简化是通過減省筆畫、合并同音字等方式對漢字規範字形體、数量的改造。

## 历史
汉字字形从商代文字（已知有金文和甲骨文）开始就不断演化。汉字的发展演变，就其筆畫来说，一般认为有两种基本的趋势，有繁化也有简化。汉字的演化趋势，是由書寫工具的改變而慢慢演變的。其一是要求加强汉字的表音表意功能，在字形上有所繁化，又或是為着義項的分工而進行分化，而使字形繁化；另一种则是要求形体便于书写，将原先较为复杂的字加以简化。这两方面的要求有时会发生矛盾。汉字一般会通过自身的调节，或是牺牲一些表音表意功能以实现简化，或者是为维护表音表意功能允许字形上有所繁化，最终达到便于使用的目的。
战国时代，诸侯割据，除東周、秦国文字规范较强之外，其餘六国的文字彼此之间均存在一定的分歧，異體字广为流行，異體字中有筆畫简的，也有筆畫繁的。但當時之異體字，據現代的文字學家考證，絕大多數都切合漢字的構字法。
秦漢文字是在戰國文字的基础上发展出来的。秦始皇统一中国后（前221年），推行「書同文、車同軌」，统一度量衡的政策，由宰相李斯負責，在秦国原来使用的秦文字的基础上进行規範，取消其他六国的异体字，统一了文字。从商代文字、西周春秋文字、戰國文字到秦漢文字，字体逐渐变为以线条符号为主，字形逐渐固定。
隶书来自于秦国人为书写简便和改造而产生的字體。晋书記載“秦既用篆，奏事繁多，篆书难成，即令隶人（筆吏）佐书，曰隶书……隶书者，篆之捷也。”同小篆相比，是书写简便的公文字体， 。隶书在汉代成熟，又叫“佐书”，奠定了方块汉字的基础。
隶书之后，产生了楷书（又叫真书或者正书）、草书、行书等各种字体。以筆畫書寫來說，這些字体較為方便、易寫。除了筆畫較簡單外，這時期的漢字，还存在着目的在于增进汉字的表音表意功能的繁化现象，增加形符或聲符，或者将原先相同的字分成两个，各自表达的意义更加明确。
由于隶变之后仍有不少字结构复杂笔画繁多，魏晉南北朝時期，有一部分常用汉字出現了較简便的俗字。笔画比正字少的異體字，一般被叫做简体字。中國四大名著之一的《水滸傳》現存的元刻本中，就已经出現了符合“劉”的中國大陸簡化字“刘”字的寫法。這些俗字則未必能以六書等既有漢字構字法去解釋。
現代有學者在研究中指出，這些俗體的出現，與歷史裏當時的時局有關。在戰亂時期的南北朝、宋、元等朝代，不論手寫還是彫板印刷，能找到的俗字都較多。但在唐、明、清等政局安定的朝代，這些俗字就乏人使用，更被當時的學者引為負面教材。
古代由於戰亂及地方關係，石刻、手抄本經常出現異體字，後來越來越多。當和平時期便開始收集統計，如《宋元以來俗字譜》便收錄了一些筆畫少的異體字。
1851年至1864年的太平天国是历史上首次賦予简体字合法地位的。在太平天国政府的印玺和所印发的公告、书籍等，大量采用了民间流行的简体字，同时也创造了不少新的简体字。这些字笔划比原来汉字减省，卻不完全依照漢字構字法，但这些简体字很多被中國大陸《汉字简化方案》采納。
1909年（清宣统元年），主张推行俗体字的《教育杂志》创刊，陆费逵在创刊号上发表《普通教育应当采用俗体字》，这是近代中国的发展和变迁裏，首次公开提倡使用简体字。

## 主要簡化
現代各國政府官方牽頭的主要簡化有：
- 中國大陸、香港、澳門印刷體新字形
- 中國大陸簡化字
- 中國大陸異體字整理
- 日本新字體
- 日本當用漢字
- 日本同音漢字書寫規則
- 新加坡、馬來西亞簡化字

## 简化原则

### 錢玄同簡化原則
錢玄同在1922年提出了八項簡化原則，如下：
1. 假借字，采用一个同音或者近音的字代替。其中有些是采用了更古的汉字。
2. 形声字，借用形声字的原理，将原有的形声字更换形旁或声旁使之更简单。
3. 草書楷化，将草书的写法转成楷体，
4. 特徵字，原来的字可能有多个部分，现在仅保留其具有特徵的一部分。
5. 輪廓字，保留原来字的轮廓。
6. 会意字，借用会意字的造字原理，用较简单的表意部件来代替原来的复杂笔画。
7. 符号字，將原來字中筆畫較繁複的部分變成簡單符號。
8. 偏旁類推字，从简化的偏旁部首类推出由它们合成的字的简化。

这些原则并非钱玄同原创，比如在颜真卿和皇象的书法作品中，这些简化字都出现过。這些原則頗為籠統，尚不能涵括實際的漢字簡化方法。但這些原則頗具代表性，簡化字政策亦採用了不少。

### 《第一批简体字表》簡化原則
1932年，中华民国教育部公布《国音常用字汇》，确定了现代中国国语标准音系，还收录了部分“破体”、“小字”等宋元以来“通俗的简体字”。1935年1月，国语统一筹备会第二十九次常务委员会召开，通过了“搜采固有而较适用的”的《简体字案》。如案名所示，它不是为新文字定策，而是提出将已在流通的简体字加以整理，以作为标准字。所谓“固有的比较实用的简体字”即为：
1. 现行的俗体字。
2. 宋元以后小说中的俗字。
3. 章草（汉魏时代的草书）。
4. 行书和草书。
5. 《说文解字》中的笔划少的异体字。
6. 碑碣上的别字。[3]

### 《汉字简化方案》簡化原則
以下是據傳中華人民共和國現行簡化字研訂時所採用的原則：
1. 从俗从简。
2. 規範化：①消除異體字，②突出形聲特性，③盡量保留表意特性。
3. 稳定性。
4. 实用性。
5. 适当的艺术性。

1952年，中国文字改革研究委员会确定了以“述而不作”作為漢字簡化的原則。同年，毛泽东指出「简化」不只是字體形象上簡化，更要合併漢字，減少規範漢字的數量。

## 現況和使用情形

### 中國大陆

#### 清朝
- 清末，章炳麟主張寫簡筆字和草字[5]。
- 1909年，陸費逵在《教育雜誌》上發表了《普通教育當採俗體字》論文[5]。

#### 中華民國大陸時期（1912年－1949年）
- 1919年，五四运动揭开了新民主主义革命的序幕，随着白话文逐渐取代文言文，改革汉字的呼声逐渐高涨。1918年钱玄同发表《中国今后之文字问题》，提出：“欲使中国不亡，欲使中国民族为二十世纪文明之民族，必以废孔学、灭道教为根本之解决；而废记载孔门学说及道教妖言之汉文，尤为根本解决之根本解决。”傅斯年也说：“凡些须懂得外国文的人，便知道中国文字和英法德等国文字的难易，实在不可以道里计。”
- 1920年2月1日，钱玄同在《新青年》上發表《減省漢字筆畫的提議》一文。同年，鲁迅提出“汉字不灭，中国必亡”的说法。
- 1922年，钱玄同在教育部國語統一籌備會第四次大會，提出《减省漢字筆畫案》[5]，其中提出8种简化策略，这是第一次系统提出汉字简化方法。
- 1923年，胡适在《国语月刊·汉字改革号》的“卷头言”中说：“语言文字的改革绝不是一朝一夕能做到的”，然而“中国的小百姓不但做了很惊人的文法革新，他们还做了一件同样惊人的革新事业：就是汉字形体上的大改革，就是‘破体字’的创造与提倡”。
- 1928年，胡怀深的《简易字说》出版，这是为简化汉字服务的最早的资料专书。
- 1930年，刘复、李家瑞的《宋元以來俗字譜》、卓定谋的《章草考》、陈光尧的《简字论集》等出版。
- 1931年，徐澤敏的《常用简字研究》出版。9月26日蘇聯為推動中國廢除漢字改行拉丁化文字，在海參崴舉行「中國新文字第一次代表大會」，中共代表瞿秋白、吳玉章等人與蘇聯共同草擬「北方話拉丁化新文字」，並發表中蘇雙方13條共同宣言：（節錄）「中國漢字是古代封建社會的產物，成了統治階級壓迫勞苦群眾的工具之一」、「要根本廢除象形文字，以純粹的拼音文字代替。並反對用象形文字的筆劃來拼音或注音」、「大會反對中國資產階級的所謂統一國語運動」[6]。

- 1932年，国语统一筹备委员会编的《国音常用字汇》出版，收入了宋元以来的大多习用简体字。
- 1934年1月，国语统一筹备委员会第29次常委会通过了钱玄同的《搜采固有而较适用的简体字案》，呈请教育部施行。经教育部批准同意后，委托钱玄同主持编选《简体字谱》。
- 1934年，杜定友的简字标准字表出版。徐泽敏的550俗字表发表。
- 1934年，钱玄同又一次向国语统一筹备委员会提出搜采固有而较适用的简体字案。
- 1935年1月，国语统一筹备委员会正式着手编选简体字表。
- 1935年2月24日，上海申报首先刊载｢手头字之提倡｣的新闻报道，同时发表了《推行手头字缘起》和《手头字第一期字汇》。上海其他报刊纷纷响应，相继转载《推行手头字缘起》。手头字运动由蔡元培、邵力子、陶行知、郭沫若、胡愈之、陈望道、叶圣陶、巴金、老舍、郑振铎、朱自清、李公朴、艾思奇、郁达夫、胡蜂、林汉达、叶籁士等200位当时文化教育界知名人士以及《太白》《文学》《译文》《小朋友》《中学生》《新中华》《读书生活》《世界知识》等15家杂志社共同发起。手头字第一期字汇所收的300字大部分被1935年中华民国政府教育部颁布《第一批简体字表》所采用。
- 1935年6月，钱玄同在其所编的《简体字谱》（2400余字）中选出1300余字编成《常用简体字表》，送交国语统一筹备委员会，委员会通过其中的1230字并准备推行。
- 1935年8月21日，中華民國教育部发布第11400号部令，正式公布第一批简体字表，采用了钱玄同所编《简体字谱》中的324个[7]附说明：1）简体字为笔画省简之字，易认易写，别于正体字而言，得以代繁写之正体字；2）本表所列之简体字，包括俗字、古字、草书等体，俗字如“体、宝、岩、蚕”等，古字如“气、无、処、广”等，草书如“时、实、为、会”等，皆为已有而通俗习用者。在当时又称“手头字”，这是政府第一次大规模推行简化汉字。《第一批简体字表》，有三条选字原则：
  1. 以述而不作之原则；
  2. 择社会上比较通行之简体字，最先采用；
  3. 原字笔画甚简者，不再求简。
- 8月22日教育部制定公布了《各省市教育行政机关推行部颁简体字办法》。

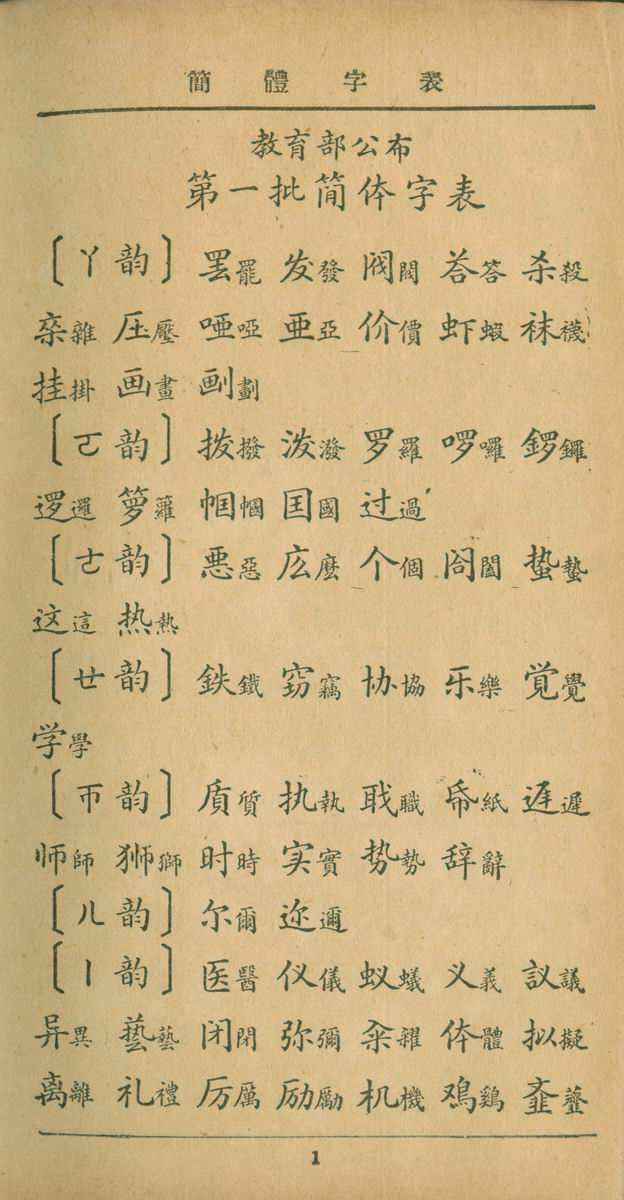
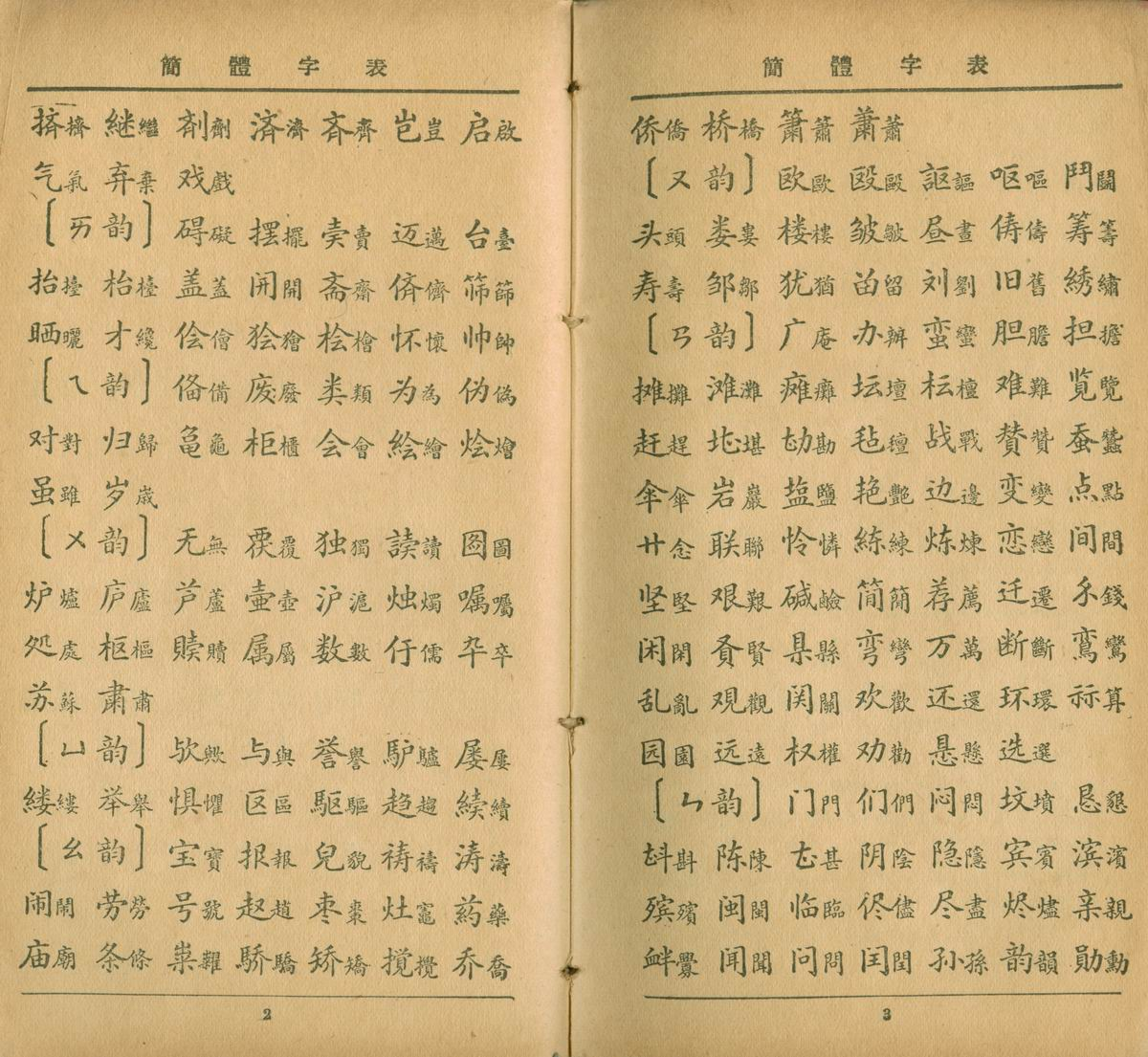
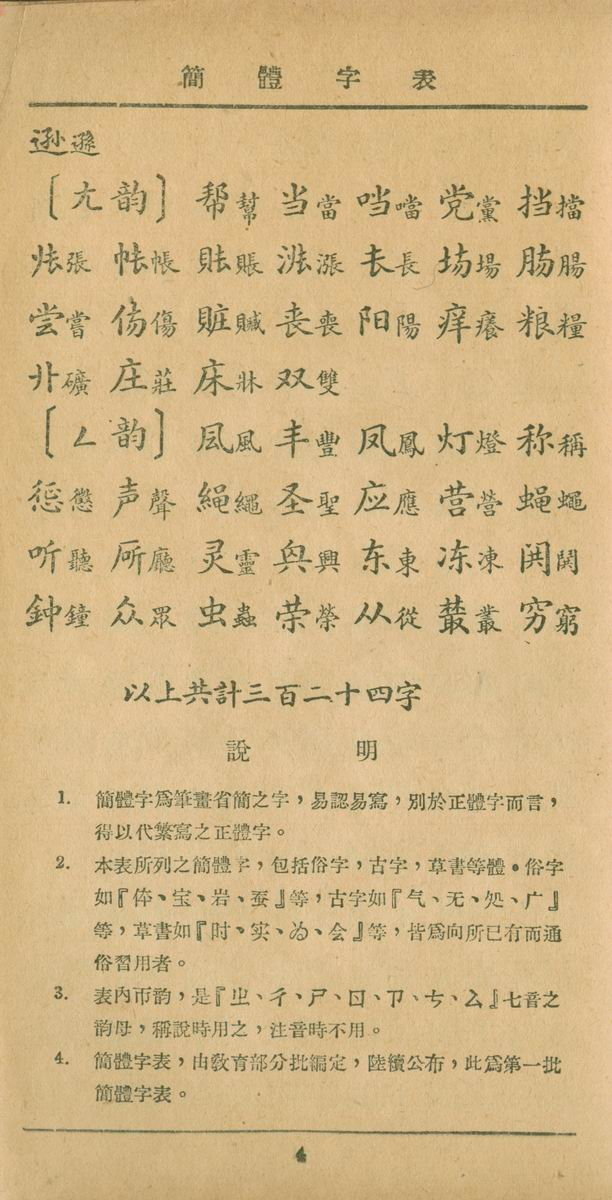

- 因國民黨元老戴季陶強烈反對，1936年2月5日中華民國教育部奉行政院命令，训令“简体字应暂缓推行”[8][9]。《第一批简体字表》被收回废止。
- 1937年1月，陳光堯在上海起草《中国文字改进学会宣言及章程》[5]。
- 1936年10月容庚出版了四千四百多字的《简体字典》[5]，并且在燕京大学开设简体字课加以试验。
- 1937年6月国立北平研究院字体研究会出版第一次《简体字表》[5]。
- 1938年9月26日，蘇聯《真理報》表達應協助世界各民族改用俄語[10]。
- 解放区的群众采用并创造了许多简体字，例如“辽、远、拥、护、开、关、运、动、奋、斗、敌、卫、胜、艺、习、团”等，这些字习惯上被叫作「解放字」[11][12]。

- 1941年蘇聯紅軍佔領中國蒙古後，創立以斯拉夫字母為基礎的新蒙文，開始協助當地廢除漢字[9]。
- 1949年后，國民政府在内战中失利，播遷台湾后几次推动汉字简化最終失敗。

#### 中華人民共和國時期（1949年－今）
- 1949年10月10日，中国文字改革协会（即文改会）成立。

- 1950年，毛澤東访问蘇聯，与史達林会议时提到文字改革问题。后者表示將協助中國廢除漢字：「全世界都是要通過新民主主義走向社會主義而實現共產主義的，全人類的語言文都是要通過統一的民族語走向區域語，而實現共同的世界語。」

- 1950年8月9日，教育部社会教育司举行简体字的研究选定工作座谈会，商定了选定简体字的四条原则：
  1. 整理选定已经通行的简体字，必要时根据已有简体字的简化规律加以适当的补充；
  2. 所选定、补充的简体字，以楷体为主，间或采取行书、草书，但必须注意容易书写和便于印刷；
  3. 简体字的选定和补充，以最常用的汉字为限，不必为每一繁难的汉字制作简体；
  4. 简体字选定后，由中央教育部报请中央人民政府政务院公布实行。

- 中央教育部社会教育司根据上述原则广泛搜集资料，编制了《常用简体字登记表》。应征者对简体字的选定原则主要提出了“选定简体字应该遵循约定俗成的原则”和“只有少数楷化的草书简体可以采用”等意见。

- 中央教育部社会教育司重新考虑了简体字的选定原则，决定完全根据“述而不作”的精神选定简体字，并适当注意缩减通用汉字的数目，把异体或可以相互通用的字尽量合并。于1951年拟出《第一批简体字表（初稿）》

- 1951年，毛泽东提出“文字必须改革，要走世界文字共同的拼音方向。”

- 1952年2月5日，在中央教育部的筹划下，由中国文字改革协会改组合并其他机构组成中国文字改革研究委员会。中國科學院語言研究所俄籍顧問謝爾應琴柯（Selchiuchinko）在「中國文字改革研究委員會」會議上指示：「嚴格的拼音原則是採用中國共產黨員在蘇聯創制的那套拼音文字是最合理的」[13]。

- 1952年3月25日，文字改革研究委员会汉字整理组成立，开始着手拟定《常用汉字简化表草案》。专家们采用普遍通行的简体字为主，辅以草书楷化的方法，选定了在群众中比较流行的700个简体字，拟出第一稿。但毛泽东看过后却很不满意，提出：“700个简体字还不够简，作简体字要多利用草体，找出简化规律，作出基本形体，有规律地进行简化。汉字的数量也必须大大减缩，一个字可以代替好几个字，只有从形体上和数量上同时精简，才算得上简化。”[14]

- 1952年3月25日，中国文字改革研究委员会成立汉字整理组。汉字整理组重新确定了编制简化字的四条原则：
  1. 已有通行简体的字，以述而不作、不另造简体字为原则。但无通行简体而笔画较多的常用字不妨另找简体；
  2. 简体字以印刷体为准，其构造宜注意与手写体相近。偏旁简化可以类推；
  3. 异体字有本组另行处理，代用字暂不入本表；
  4. 简体字表公布时，以简体字为主，附注繁体。排列按起笔丶一丨丿乛的次序，首笔相同视次笔，另附由读音检简字及由繁体检简字的两个检字表。

- 1952年下半年中国文字改革研究委员会汉字整理组拟出《常用汉字简化表草案》第一次稿，收比较通行的简体字700个。毛泽东阅该稿后指出：拟出的700个简体字还不夠简。做简体字要多利用草体，找出简化规律，作出基本形体，有规律地进行简化。[15]。

- 1953年10月1日，中国共产党中央委员会设立了中央文字问题委员会。

- 1954年8月，中国文字改革研究委员会改组为中国文字改革委员会，简称文改会，直属于国务院[5]。

- 1954年10月8日，由中国文字改革研究委员会改组，经第一届全国人民代表大会常务委员会第二次会议批准设立国务院直属机构中国文字改革委员会。

- 1954年11月30日，中国文字改革委员会第一次常务委员会议决定对《常用汉字简化表草案》第五次稿再作必要的修改。汉字整理组在第五次稿的基础上编成《汉字简化方案草案》（798个简体字、拟废除的400个异体字、251个手写体汉字简化偏旁）。

- 1955年1月中国文字改革委员会宣布了三个草案：《七九八个汉字简化表草案》、《拟废除的四〇〇个异体字表草案》和《汉字偏旁手写简化表草案》[5]。

- 1955年1月，中国文字改革委员会、教育部、中国人民解放军总政治部、中华全国总工会发出联合通知，印发《汉字简化方案草案》30万份，征求意见。自《汉字简化方案草案》发表至同年7月的半年多时间裏，中国文字改革委员会共收到各界群众的来信和意见书5167件，全国参加讨论的人数达20万，其中赞成《汉字简化方案草案》的人数占97%（《当代中国的文字改革》，当代中国出版社，1995）。

- 1955年起，在京津四十種報刊試用簡化字：5月1日第一批57字，8月15日第二批84字，次年1月1日第三批120字，合共261字。[16]

- 中国文字改革委员会在《汉字简化方案草案说明》中提出漢字難以在短時間改成拼音文字，在开始实行拼音文字后，仍会有一个新舊文字并用的過渡時期，汉字仍然是一定时期内必须使用的重要工具，并提出了三种简化汉字的方法：笔画、字数、写法[17]。

- 1955年7月13日，经中国文字改革委员会提议，国务院设立汉字简化方案审定委员会。

- 1955年9月，中国文字改革委员会提出包括517个简体字和54个简化偏旁的《汉字简化方案修正草案》和《第一批异体字整理表草案》[5]。中国文字改革委员会拟出《汉字简化方案修正草案》，删除了原草案中的《拟废除的400个异体字表草案》和《汉字偏旁手写简化表草案》，简化字由原草案的798个调整为512个，增收了56个简化偏旁。决定将异体字不放在简化方案中解决，拟定了《第一批异体字整理表草案》。

- 1955年10月，《汉字简化方案草案》经全国文字改革会议讨论通过，会后中国文字改革委员会根据讨论的结果作了修改，修改后的草案经国务院汉字简化方案申请委员会审定。

- 1955年10月15日至23日，中国文字改革委员会和教育部联合召开了全国文字改革会议。在会议中，修改了《汉字简化方案修正草案》中的19个简化字，取消了一个简化偏旁。会议一致通过了《汉字简化方案修正草案》和《第一批异体字整理表草案》。会后中国文字改革委员会根据会议的决议对《汉字简化方案修正草案》作了调整，简化字的字数由512个增加到515个，简化偏旁由56个减少到54个。修改后的草案经国务院汉字简化方案申请委员会审定。

- 1955年12月22日，文化部和中国文字改革委员会联合公布《第一批异体字整理表》，其中收录的39个选用字习惯上看作简化字。

- 1956年1月20日，中共中央召开知识分子会议。会上，吴玉章提出废除汉字，在将来采用拉丁字母。毛泽东赞成了他文字改革的主张，并用阿拉伯数字举例说“外国人发明，中国人学习的事情是早已有之的”。

- 1956年1月28日，中华人民共和国国务院全体会议第23次会议通过了《关于公布汉字简化方案的决议》。[14][18]

- 1956年1月31日，《人民日报》全文发表了国务院的《关于公布〈汉字简化方案〉的决议》和《汉字简化方案》。法定的简化字在現今中国大陆地区取得了“規範漢字”的地位。

- 1956年至1959年，《漢字簡化方案》所收515個簡化字中的487個，及偏旁類推簡化字30個，在1956年2月和6月，1958年5月，1959年7月，分四批正式推行，其餘28個簡化字繼續試用。

- 1957年上半年，大鳴大放期間，發生了文字改革辯論，不少人提出意見反對文字拼音化和漢字簡化。但同年中共展開「反右斗争」，很多知識分子因爲曾對漢字簡化及漢字拼音化方案提出異議而遭到迫害[19]，中國大陸上對漢字簡化的質疑自此被窒息。這場爭論以不正常手段結束。[20][21]

- 1958年1月10日，周恩來發表《當前文字改革的任務》報告，指責「一些右派份子對文字改革進行了惡毒的攻擊，說漢字簡化搞糟了，群眾都反對，要國務院收回成命，把《漢字簡化方案》撤回」，表示漢字簡化「是符合群眾利益並且受到群眾熱烈歡迎的好事」，「應該給以堅決支持」。

- 1960年4月22日，中國共產黨中央委員會《關於推廣注音識字的指示》稱「為了加速掃盲和減輕兒童學習負擔，現有的漢字還必須再簡化一批，使每一字儘可能不到十筆或不超過十筆，儘可能有簡單明瞭的規律」，「這一任務必須依靠廣大群眾，廣大群眾對此是十分熱心和有辦法的」，請各省市區黨委指示當地有關部門建議新簡化字，報告文改會綜合整理後，送交中央及國務院審定。

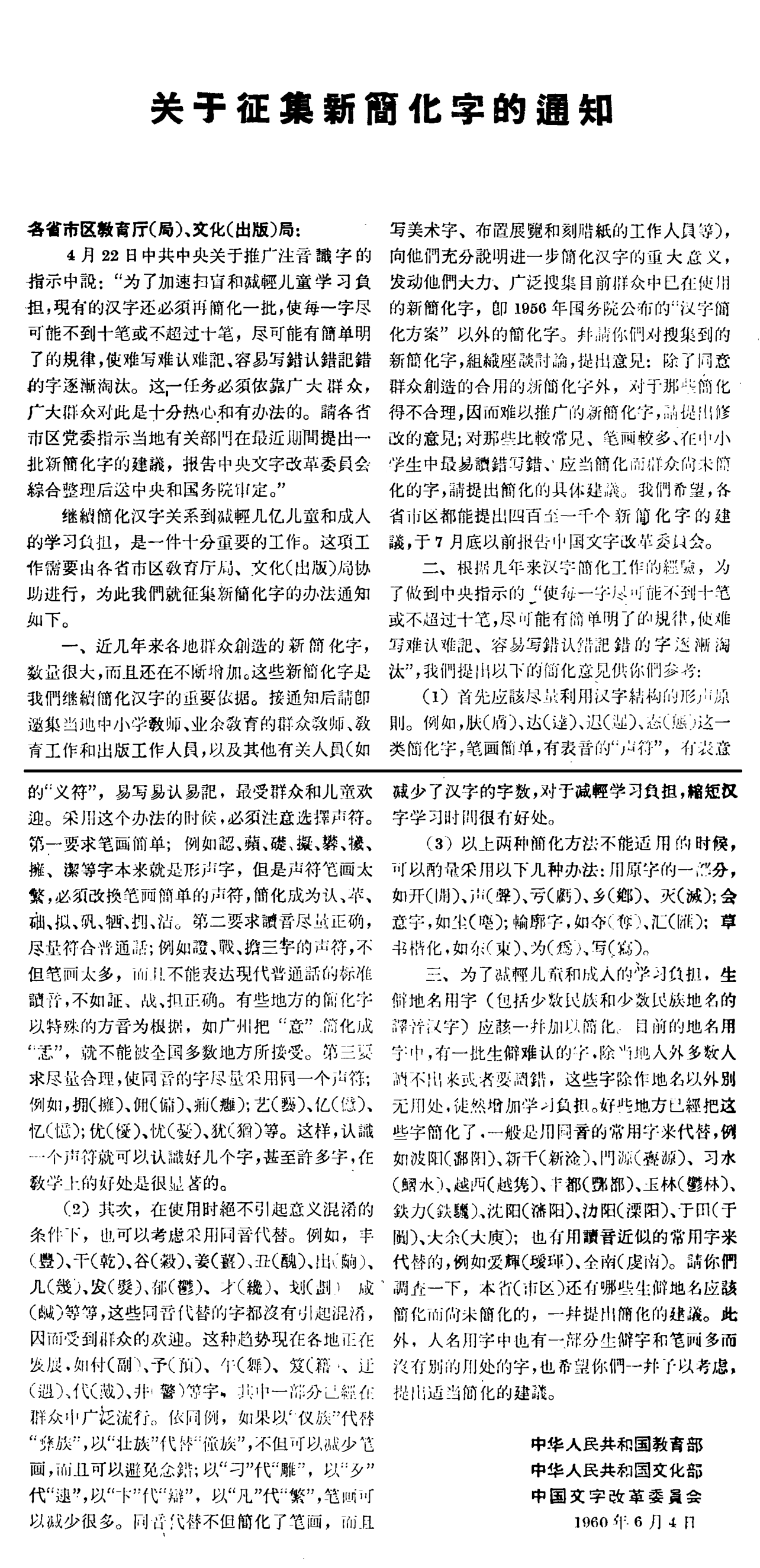
關於徵集新簡化字的通知

- 1960年6月4日，教育部、文化部、文改會根據中央的指示，聯合發出《關於徵集新簡化字的通知》。

- 1964年2月4日，国务院同意了1964年1月7日的“中国文字改革委员会关于简化字问题的请示”的报告，发布了《国务院关于同意中国文字改革委员会简化字问题的请示的通知》。

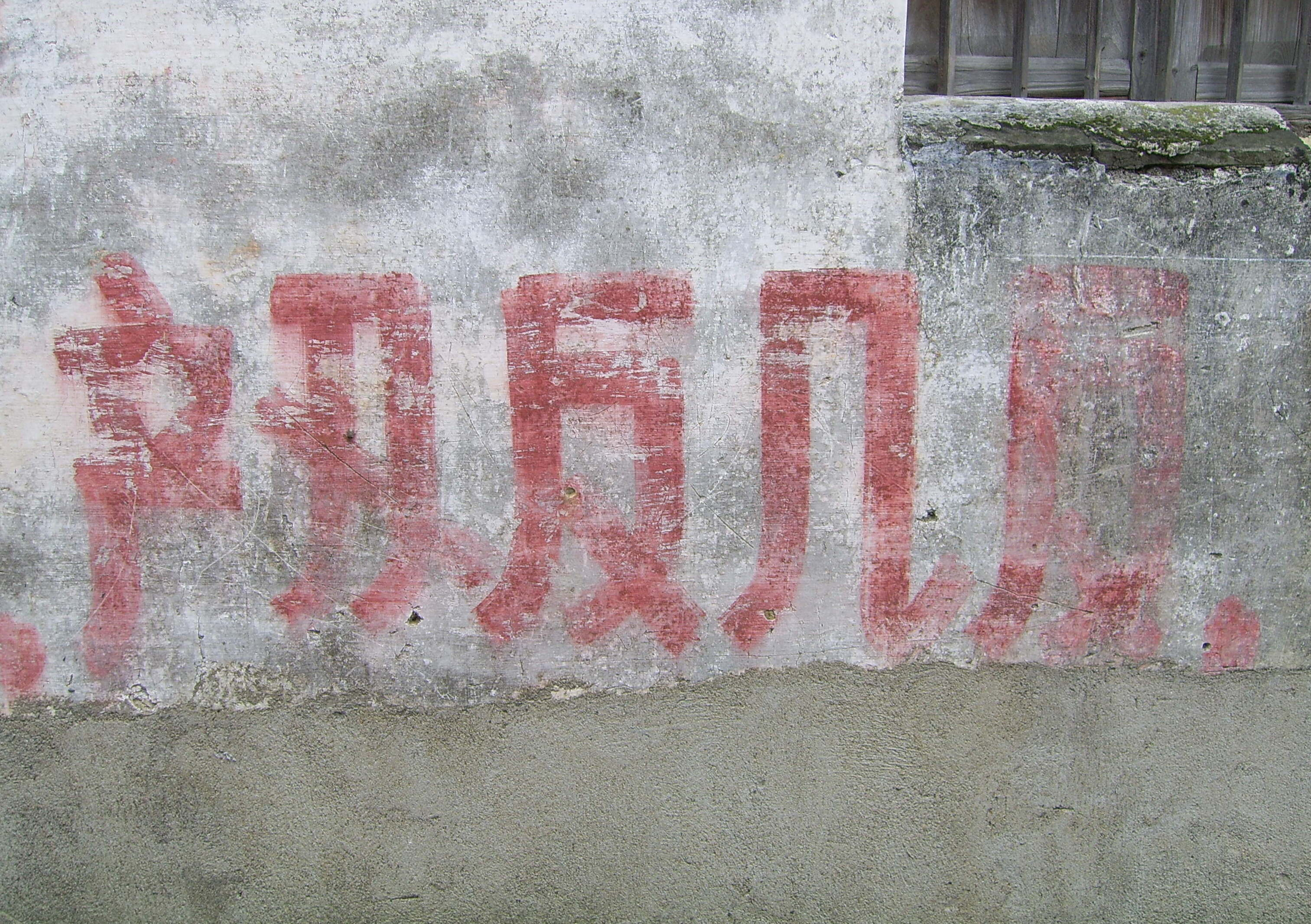
二簡字時期“产量翻几番”，其中「量」「翻」已過度簡化為「刄」「反」，難以辨認

- 1964年5月中国文字改革委员会出版《简化字总表》，第一表是352个不作偏旁使用的简化字，第二表是132个可作简化偏旁的简化字，第三表是由第二表类推的1754字，共2236字，这就是今天通行中國大陆的简体字。[14]

- 1965年出版《印刷通用漢字字形表》規定了印刷用的新字形，表中流出了一些新旧字形如：「奥（奧）、温（溫）、争（爭）、盗（盜）、遥（遙）、黄（黃）、吕（呂）」。

- 1975年5月，中国文字改革委员会拟出《第二次汉字简化方案（草案）》，并报请国务院审阅。

- 1977年12月20日，公佈《第二次汉字简化方案（草案）》，该方案中新增的简化汉字被称为“二简字”，广泛征求社会意见。次日，《人民日报》开始试用“二简字”。

- 1978年7月，中宣部发出通知，在报纸、刊物、图书等方面停止使用“二简字”。

- 1986年6月24日，国务院发出《国务院批转国家语言文字工作委员会〈关于废止《第二次汉字简化方案（草案）》和纠正社会用字混乱现象的请示〉的通知》，宣布废除“二简字”。

- 1986年10月10日重新发表《简化字总表》，刊载在10月15日的《人民日报》，共收2274个简化字及14个简化偏旁，赟（贇）等类推简化的生僻字没有收录[22]，“叠（疊）”、“覆”、“像”、“囉”（类推简化为“啰”）不再简化为“迭”、“复”、“象”、“罗”。

- 1986年10月10日重新发表《简化字总表》（共收2235个简化字），此表在中國大陸使用至2013年。

- 1986年發表《現代漢語通用字表》，內收通用字7000個（含《現代漢語常用字表》中的3500字）。這個表亦代替了1965年出版的《印刷通用漢字字形表》（收6196字），規範了中國大陸的印刷字形標準，另外亦恢復了在第一批異體字整理表中被淘汰了的15個異體字為規範字。

- 2009年8月12日，教育部就剛剛研製出的《通用規範漢字表（徵求意見稿）》面向社會公開徵求意見，《通用規範漢字表》中不僅恢復了6個繁體字，51個異體字，還擬對44個漢字調整其寫法。[23][24]由于反对声音强烈，该字表又作出了一些调整后才于2013年6月5日正式頒佈，成爲社会一般應用領域的漢字規範。

- 2013年6月5日中華人民共和國國務院公佈《通用規範漢字表》，含附表《规范字与繁体字、异体字对照表》，社会一般应用领域的汉字使用以《通用规范汉字表》为准。[25]新发布的《通用规范汉字表》收录常用字6500个，比原来的通用字表减少了500个，对于议论颇多的繁体字，并未恢复一个。[26]对异体字调整的基础上，将《第一批异体字整理表》中“皙、喆、淼”等45个异体字调整为规范字。

### 日本
日本民间长期流行着一些简体字。第二次世界大战以后，日本也曾有一派主張漢字過多不利學習，打算完全放弃汉字。但因为日文假名只能表音，废除汉字后很不方便，最后汉字得以留存。
1946年日本内阁公布了《当用汉字表》，收字1850个，其中除了有131个是简体字以外（即為一般民间流行常用的筆畫簡化字，日本称为略字），其餘為傳統漢字。部分新字體與繁體漢字類似，如「（勸）」，而与中文简化字相同的有53个，差不多相同的有9个。新字體作為限制出版品汉字使用。
由于《当用汉字表》存在一些问题，1981年日本决定公布《常用漢字表》（1945字），廢止了《當用漢字表》，算是漢字限用與簡化政策的緩和化。其目的是規範而非限制漢字使用，不具有強制力。2010年又发布了《改定常用漢字表》，将常用汉字增加至2136字。此為日本目前的用字標準。
此外，自1951年開始，日本政府也多次公布、修訂《人名用汉字表》，其中包含了当用汉字或常用漢字以外的数百个汉字，依規定只能用于人名。到2010年人名用汉字共有861字。若加上常用汉字则目前共有2997个汉字可用于人名。
整體而言，日本新字體的簡化程度不如中國大陸的簡化字，但亦存在簡體字不簡化，但是日語省略的情况，如「惠」（恵）字。

### 朝鲜半岛
1444年，朝鮮國國王世宗颁布推行《训民正音》，采用汉字笔画式拼音字母，即谚文字母。由于谚文字母在印刷拼写时，可以将拼一个字的字母写在一起，可以方便地看成是一个字（虽然这样也会产生很多重音），因此朝鲜民主主义人民共和国在1948年完全放弃了汉字；而大韩民国从1970年宣布停止在學校教授漢字，後經民間反對後改為禁止小學教師教漢字，初中及高中提供漢字課程作為選修課，但因入學考試不考故選修者鮮少；自1976年以后，使用漢字的人也日漸減少。
1983年《朝鮮日報》公布第一批简体字90个，在《朝鮮日報》上使用，与簡體中文相同的有29个，差不多相同的有4个。1999年，大韩民国文化旅游部长官申乐均9日在国务会议上提出了一份《推动汉字并用方案》，并得到当时总统金大中的支持。
由於韓文大部分是建立在漢字的表音文字，韓國政府在2005年的時候將交通標誌和公務文件恢復使用漢字，韓國法典也有許多漢字。韓國身分證仍然有漢字
2014年韓國教育部提出漢字納入小學課本提議，遭教育界強烈反對，最後決議在2019年施行，先導入300字漢字。但这项政策在文在寅政府上台以后已被悄然废止。

### 越南
越南在法国殖民者的强制之下，早在19世纪末就很大程度上放弃了汉字，而使用拉丁化越南文代替。二战后，越南民主共和国（后来改名为越南社会主义共和国）为去中国化，正式彻底地废弃了汉字。但近年又有人提出恢復使用漢字，部份學校亦恢復教授漢字。

### 東南亞
除了中国大陆使用外，在马来西亚、新加坡等东南亚地区亦使用了中國大陸推行的简化字。
- 新加坡在1969年推出自己的《简体字表》，与中国大陆的简化字有差异。1976年5月，颁佈《简体字总表》修订本，採納與中华人民共和国的《简化字总表》完全一致的簡化字。（參見新加坡漢字）
- 马来西亚在1981年出版《简化汉字总表》，与《简化字总表》完全一致。當地的印刷物，大多為繁簡並用。（參見马来西亚汉字）
- 泰国1983年底同意所有的华文学校都可教授简化字，实际教学中简繁并用。

### 臺灣
政府不允許各級學校在教學中使用中國大陸的簡化字，出版物亦以繁體字為主，但民間可以在各個領域自由使用簡體字和簡化字。
民主進步黨執政時代，教育部長杜正勝表示，考試使用（中國大陸的）簡體字一定會扣分，但是可以使用民間約定俗成的俗體字，例如將「臺」寫作「台」或「體」寫作「体」不扣分。教育部將會整理出俗體字表供閱卷老師及學生參考，但還是鼓勵使用正體字。多數台灣教師也認同此作法，這也是多數閱卷教師已經使用的標準。
一般人會在非正式場合且手寫時（如筆記）穿插地使用約定俗成的簡體字。如將“體”寫作“体”、“醫”寫作“医”。少數台灣人也使用中國大陸的簡化字書寫，但由於一般台灣人看不懂，故甚少使用；一簡對多繁（“谷”與“穀”、“余”與“餘”、“面”與“麵”等）只在極少數不易混淆的場合使用，如店家速記。
現今兩岸通商往來日益頻繁，基於使用需求，民間也會使用中國大陸的簡化字及其用語習慣。對於中國大陸出版的簡體書籍，由於不熟悉簡體字，以及專有名詞與習慣用語的差異，常造成閱讀上的障礙，但通常能在短時間自學適應。

### 香港、澳門
香港和澳門政府一直沒有限制民間的漢字用法，隨著經濟的不斷活躍，和資訊快速流動化需求的推動，為了提高辨識度，民間招牌或者手寫告示興起使用自行簡化的字體，而官方及學校所採用的漢字字體則基本使用傳統漢字字體，並依本地情況加以修訂（詳見《常用字字形表》）。香港和澳門回歸之後，簡化字亦較以往更為流行，官方網站也開始提供簡化字版的選擇頁面，而在公開考試、中学也可使用《簡化字總表》中的簡化字。

### 联合国
联合国在1971年联合国大会2758号决议表决通过后，将文件用字修改为中國大陆標準簡體字。